# Candy Dulfer
Candy Dulfer (ur. 19 września 1969 r. w Amsterdamie) – holenderska saksofonistka altowa, grająca smooth jazz.
Dulfer rozpoczęła swoją karierę w wieku 12 lat, w zespole Rosy King, Amerykanki żyjącej w Holandii. Wkrótce Dulfer założyła własny zespół, Funky Stuff, który został zaproszony do wspierania Madonny w części jej europejskiego tournée. Ponownie odkryta przez Prince'a, w którego wideoklipie „Partyman” wzięła udział. To pojawienie się doprowadziło do wspólnej pracy z gitarzystą i producentem Eurythmics, Dave'em Stewartem, dzięki któremu powstała jej płyta Lily Was Here (tytułowy utwór holenderskiego filmu z udziałem Marion van Thijn), która na brytyjskiej liście przebojów osiągnęła 6. miejsce, a na holenderskiej liście radiowej – pierwsze w 1990 roku.
Debiutancki album Candy Dulfer, Saxuality, został opublikowany w 1990 roku. Saxuality została nominowana do Grammy i zdobyła status złotej płyty przekraczając pół miliona sprzedanych na świecie egzemplarzy.
Dulfer grała również z Pink Floyd podczas ich występu na festiwalu w Knebworth w czerwcu 1990. Grała też dla Vana Morrisona w A Night in San Francisco, albumie z 1993 roku. Wystąpiła również na Warsaw Summer Jazz Days w Warszawie. 21 listopada 2008 roku Candy Dulfer zagrała koncert w warszawskiej Sali Kongresowej z cyklu Deutsche Bank Invites Ladies' Jazz On Tour.
Dulfer jest córką saksofonisty tenorowego Hansa Dulfera. Nagrali w duecie album. Pozostając pod wpływem Sonny'ego Rollinsa i Davida Sanborna, Dulfer stała się inspiracją dla innych kobiecych instrumentalistek, w tym gitarzystki Joyce Cooling i saksofonistek Pameli Williams i Mindi Abair.

## Dyskografia
Albumy
| Rok  | Tytuł                                                                      | Pozycja na liście | Pozycja na liście | Pozycja na liście | Pozycja na liście | Pozycja na liście | Pozycja na liście | Pozycja na liście | Certyfikat         |
| Rok  | Tytuł                                                                      | UK                | USA               | NLD               | JPN               | AUT               | CHE               | SWE               | Certyfikat         |
| ---- | -------------------------------------------------------------------------- | ----------------- | ----------------- | ----------------- | ----------------- | ----------------- | ----------------- | ----------------- | ------------------ |
| 1990 | Saxuality - Data: 1990 - Wydawca: Ariola Records                           | 27                | 22                | 3                 | —                 | —                 | 30                | 33                | - CAN: złota płyta |
| 1993 | Sax-a-Go-Go - Data: 1993 - Wydawca: Ariola Records                         | 56                | —                 | 6                 | —                 | 22                | 11                | —                 |                    |
| 1995 | Big Girl - Data: 1995 - Wydawca: Ariola Records                            | —                 | —                 | 21                | 32                | —                 | 32                | —                 |                    |
| 1997 | For the Love of You - Data: 21 października 1997 - Wydawca: Ariola Records | —                 | —                 | 18                | 56                | —                 | 23                | —                 |                    |
| 1999 | What Does it Take - Data: 10 sierpnia 1999 - Wydawca: N2K Records          | —                 | —                 | —                 | —                 | —                 | —                 | —                 |                    |
| 1999 | Girls Night Out - Data: 20 września 1999 - Wydawca: BMG                    | —                 | —                 | 94                | —                 | —                 | 33                | —                 |                    |
| 2003 | Right in My Soul - Data: 20 maja 2003 - Wydawca: Eagle Records             | —                 | —                 | 53                | 110               | —                 | —                 | —                 |                    |
| 2007 | Candy Store - Data: 18 września 2007 - Wydawca: Heads Up Records           | —                 | —                 | 32                | 105               | —                 | 96                | —                 |                    |
| 2009 | Funked Up - Data: 12 maja 2009 - Wydawca: Heads Up Records                 | —                 | —                 | 20                | 87                | —                 | —                 | —                 |                    |
| 2011 | Crazy - Data: 8 listopada 2011 - Wydawca: In-Akustik                       | —                 | —                 | 30                | 258               | —                 | —                 | —                 |                    |
| 2017 | Together - Data: 2 grudnia 2016                                            | —                 | —                 | —                 | —                 | —                 | —                 | —                 |                    |
| 2022 | We Never Stop - Data: 28 października 2022 - Wydawca: The Funk Garage      | —                 | —                 | —                 | —                 | —                 | —                 | —                 |                    |

Ścieżki dźwiękowe
| Rok  | Tytuł | Pozycja na liście | Pozycja na liście | Pozycja na liście | Pozycja na liście |
| Rok  | Tytuł | UK                | NLD               | CHE               | AUS               |
| ---- | --- | ----------------- | ----------------- | ----------------- | ----------------- |
| 1989 | Lily Was Here (David A. Stewart featuring Candy Dulfer) - Data: 10 czerwca 1989 - Wydawca: Anxious Records | 35                | 20                | 28                | 29                |

Albumy koncertowe
| 2001                           | Live in Amsterdam - Data: 5 czerwca 2001 - Wydawca: BMG                 | 27 |
| 2005                           | Live at Montreux 2002 - Data: 20 września 2005 - Wydawca: Eagle Records | —  |
| "—" pozycja nie była notowana. |                                                                         |    |

Kompilacje
| Rok  | Tytuł                                                                      |
| ---- | -------------------------------------------------------------------------- |
| 1998 | The Best of Candy Dulfer - Data: 22 września 1998 - Wydawca: Encoded Music |

Współpraca
| Rok  | Tytuł                                                                                 |
| ---- | ------------------------------------------------------------------------------------- |
| 2002 | Dulfer & Dulfer (oraz Hans Dulfer) - Data: 19 listopada 2002 - Wydawca: Eagle Records |